# Trophée Étoile du Nord
Le trophée Étoile du Nord (en anglais Northern Star Award; appelé le trophée Lou-Marsh avant 2022) est remis annuellement à l'athlète par excellence au Canada.

## Présentation
Le trophée institué en 1936 est remis annuellement à l'athlète par excellence au Canada, qu'il soit amateur ou professionnel. Le choix est fait par un jury composé de journalistes et le vote est tenu au cours du mois de décembre. Il a été nommé à l'origine en l'honneur de Lou Marsh, un athlète, arbitre et directeur des pages sportives du Toronto Star, mort en 1936. Le jury est composé de représentants de médias sportifs de tout le pays, incluant des représentants du Toronto Star, de la Presse canadienne, de Sportsnet Radio Fan 590, du Globe and Mail, de CBC/Radio-Canada, de TSN, de Sportsnet, de La Presse et du National Post. Depuis 1936, on accorde le trophée Étoile du Nord à l'un ou l'autre des récipiendaires de l'athlète masculin ou féminin de l'année, récompensés respectivement par le trophée Lionel-Conacher et le prix Bobbie-Rosenfeld.
Un peu avant 2021, des voix se sont élevées pour réclamer un changement de nom pour le trophée. La raison invoquée est le fait bien documenté que Lou Marsh tenait dans ses chroniques des propos racistes, antisémites et discriminatoires. Un professeur de sociologie, Janice Forsyth, a démontré ces faits dans une étude. Par exemple, ce que Marsh disait sur le grand coureur de fond Tom Longboat, de la nation iroquoise Onondaga, « ne pourrait pas être publié de nos jours ». Il s'est également opposé au boycott des Jeux olympiques d'été de Berlin et a décrit la persécution des Juifs en Allemagne nazie comme une « question allemande interne ».
Le journal Toronto Star accepte en novembre 2021 de revoir le nom à donner au prix et lance en 2022 une consultation auprès du public pour trouver un nouveau nom. Le nom « Northern Star Award » ou « prix Étoile du Nord » en français est dévoilé le 16 novembre.
Le hockeyeur Wayne Gretzky est l'athlète ayant gagné le plus souvent le trophée avec quatre acquisitions suivie de la patineuse artistique Barbara Ann Scott qui en a trois.

## Lauréats
Le chiffre entre parenthèses indique le nombre de fois qu'un récipiendaire multiple a reçu le prix.
- 1936 - Phil Edwards
- 1937 - Marshal Cleland (en)
- 1938 - Bobby Pearce
- 1939 - Bob Pirie (en)
- 1940 - Gérard Côté
- 1941 - Theo Dubois (en)
- 1945 - Barbara Ann Scott (1)
- 1946 - Joe Krol
- 1947 - Barbara Ann Scott (2)
- 1948 - Barbara Ann Scott (3)
- 1949 - Cliff Lumsden (en)
- 1950 - Bob McFarlane (en)
- 1951 - Marlene Streit (en) (1)
- 1952 - George Genereux
- 1953 - Doug Hepburn (en)
- 1954 - Marilyn Bell (en)
- 1955 - Beth Whittall (en)
- 1956 - Marlene Streit (2)
- 1957 - Maurice Richard
- 1958 - Lucille Wheeler
- 1959 - Robert Paul & Barbara Wagner
- 1960 - Anne Heggtveit
- 1961 - Bruce Kidd (en)
- 1962 - Don Jackson
- 1963 - Bill Crothers

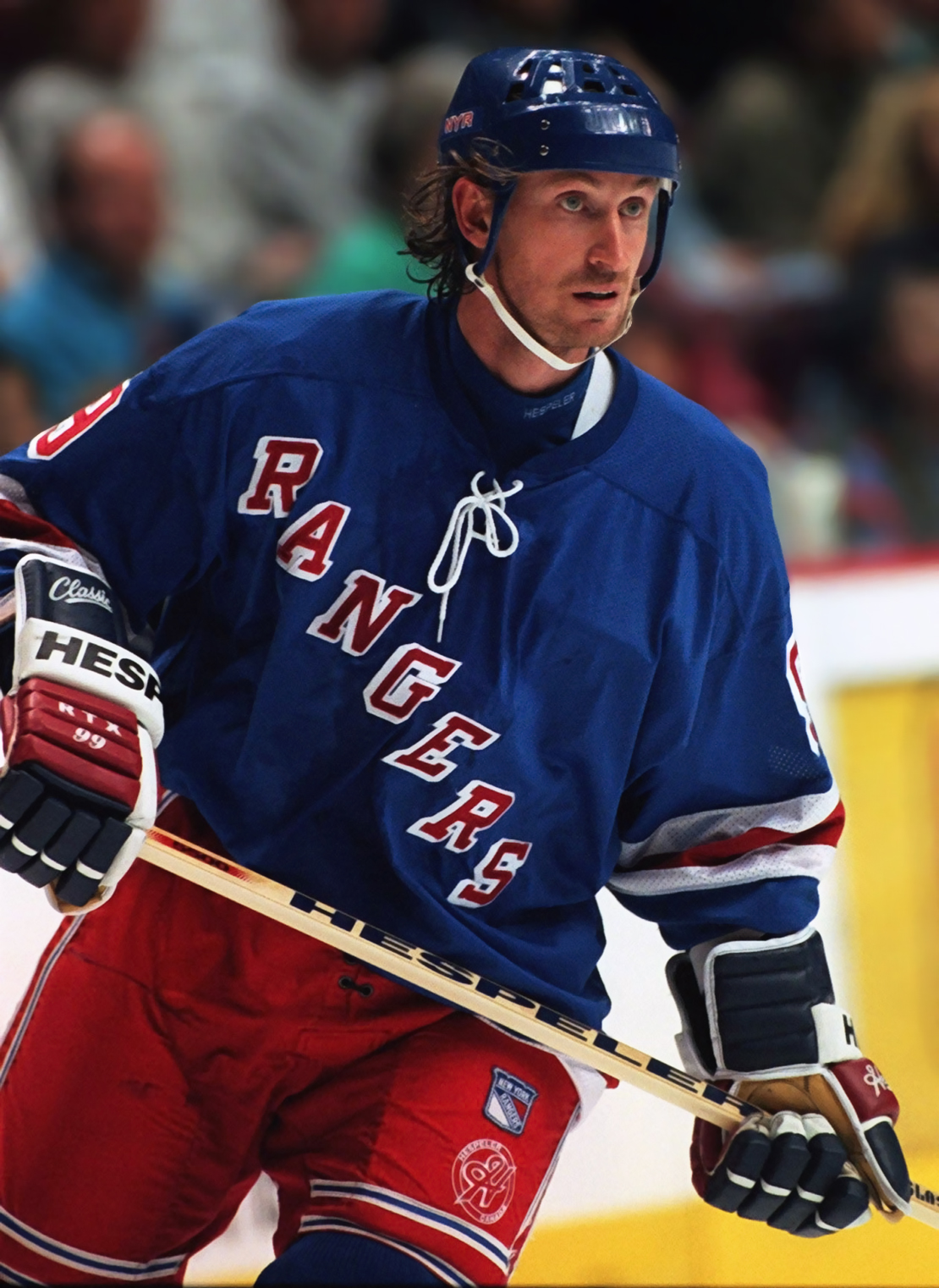
Le joueur de hockey sur glace Wayne Gretzky a gagné le trophée Lou-Marsh 4 fois, plus que n'importe quel autre athlète.

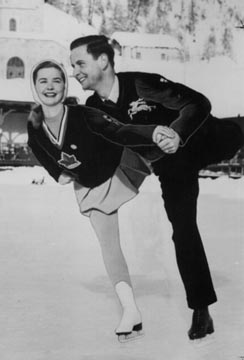
Barbara Ann Scott, ici avec Hans Gerschwiler, gagne le trophée à trois reprises (1945, 1947 et 1948).

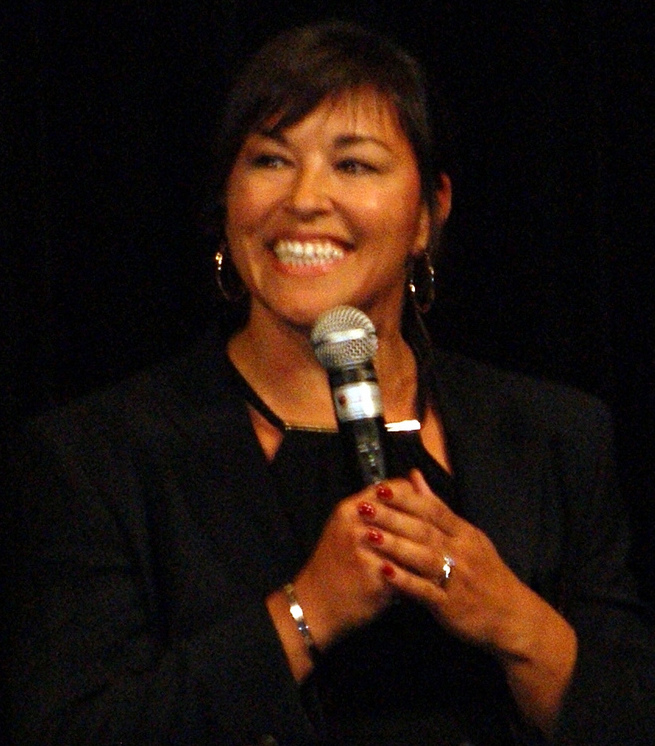
L'athlète paralympique Chantal Petitclerc, récipiendaire de 2008.

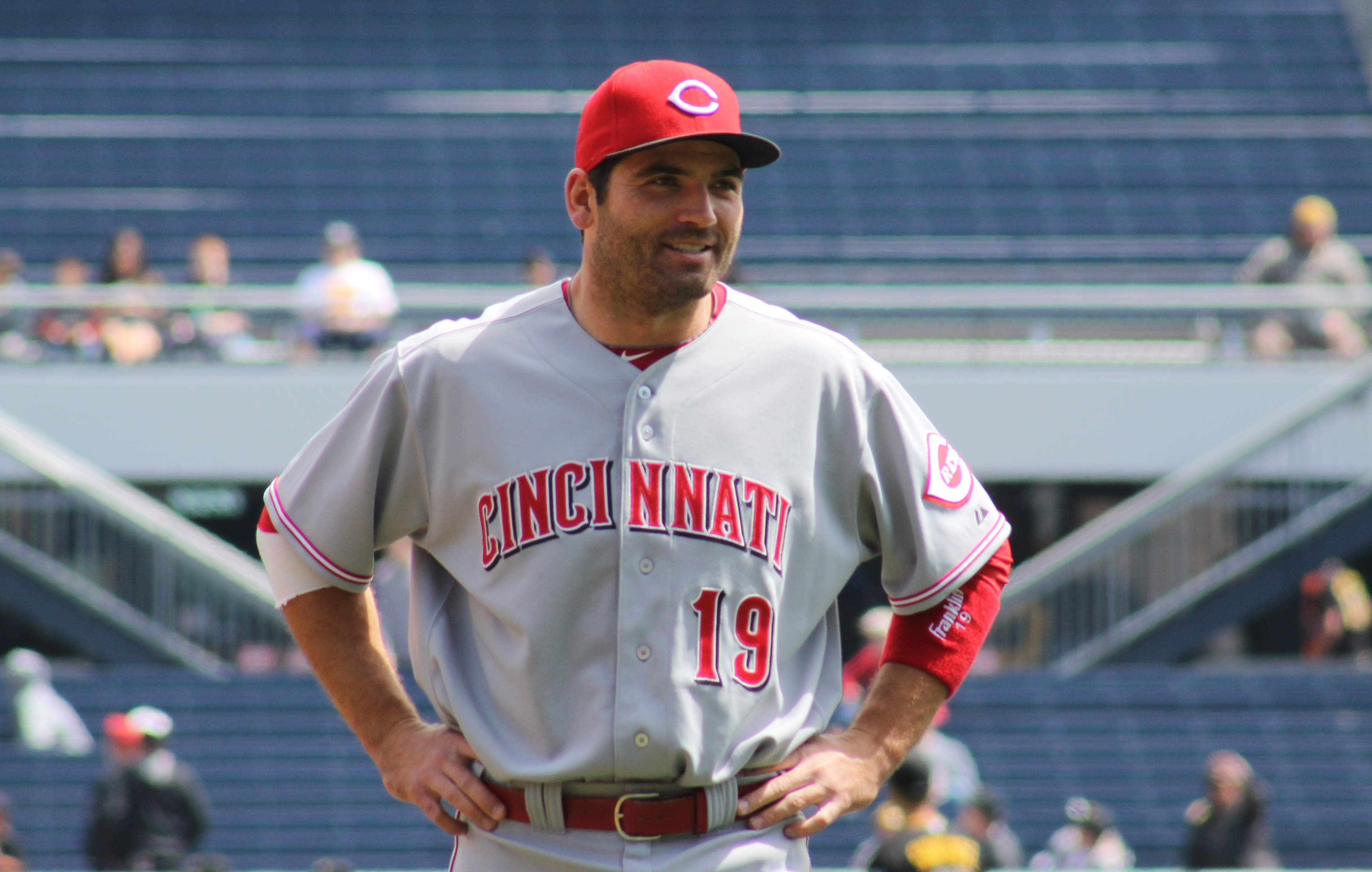
Le joueur de baseball Joey Votto reçoit le trophée en 2010 et 2017.

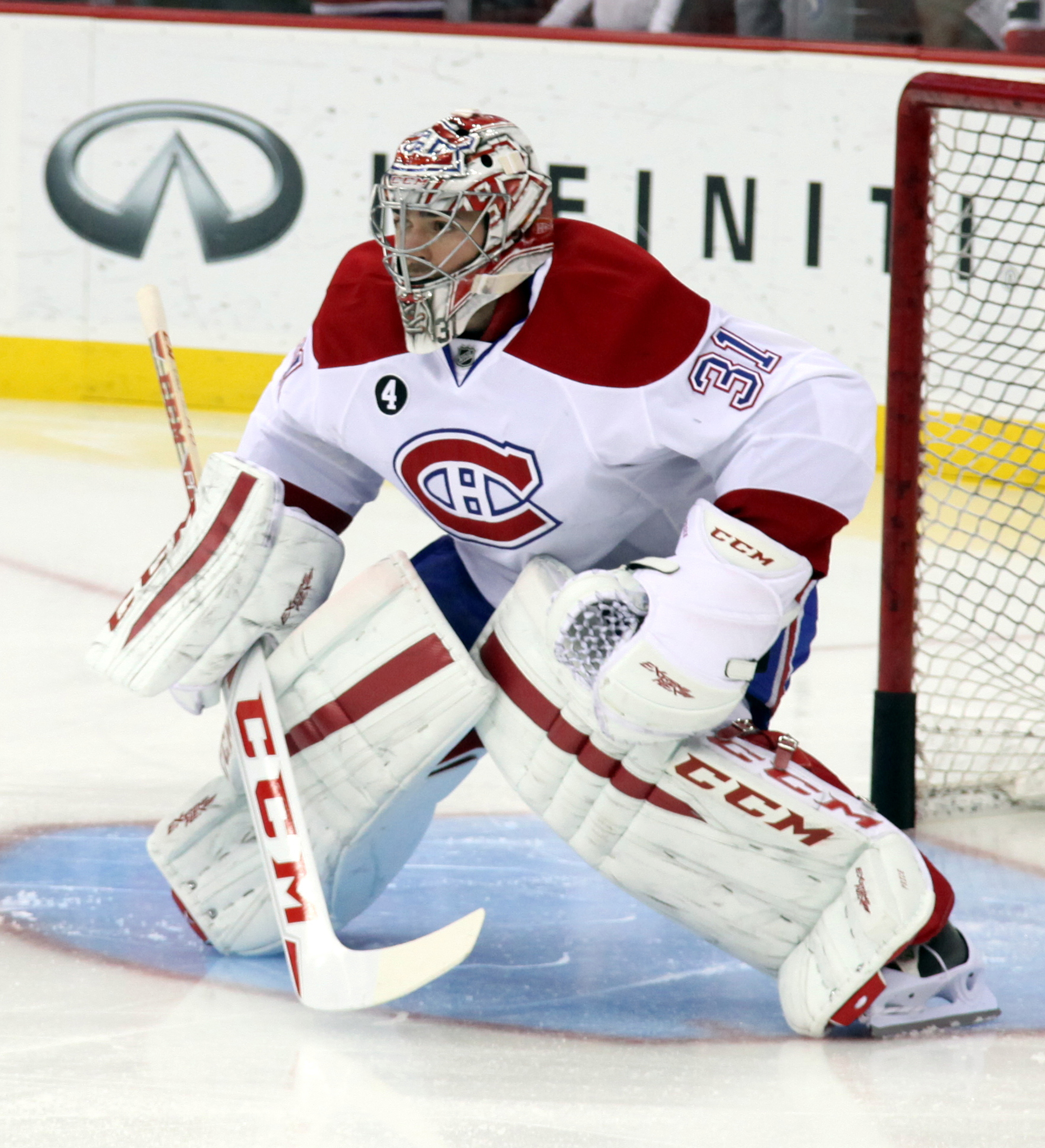
En 2015, le gardien de but Carey Price est le troisième joueur de hockey des Canadiens de Montréal à recevoir ce prix, après Maurice Richard (1957) et Guy Lafleur (1977).

- 1964 - George Hungerford & Roger Jackson
- 1965 - Petra Burka
- 1966 - Elaine Tanner
- 1967 - Nancy Greene (1)
- 1968 - Nancy Greene (2)
- 1969 - Russ Jackson (en)
- 1970 - Bobby Orr
- 1971 - Hervé Filion
- 1972 - Phil Esposito
- 1973 - Sandy Hawley (en) (1)
- 1974 - Ferguson Jenkins
- 1975 - Bobby Clarke
- 1976 - Sandy Hawley (2)
- 1977 - Guy Lafleur
- 1978 - Ken Read & Graham Smith
- 1979 - Sandra Post
- 1980 - Terry Fox
- 1981 - Susan Nattrass (en)
- 1982 - Wayne Gretzky (1)
- 1983 - Wayne Gretzky (2)
- 1984 - Gaétan Boucher
- 1985 - Wayne Gretzky (3)
- 1986 - Ben Johnson (1)
- 1987 - Ben Johnson (2)
- 1988 - Carolyn Waldo
- 1989 - Wayne Gretzky (4)
- 1990 - Kurt Browning
- 1991 - Silken Laumann
- 1992 - Mark Tewksbury
- 1993 - Mario Lemieux
- 1994 - Myriam Bédard
- 1995 - Jacques Villeneuve (1)
- 1996 - Donovan Bailey
- 1997 - Jacques Villeneuve (2)
- 1998 - Larry Walker
- 1999 - Caroline Brunet
- 2000 - Daniel Igali
- 2001 - Jamie Salé & David Pelletier
- 2002 - Catriona Le May Doan
- 2003 - Mike Weir
- 2004 - Adam van Koeverden
- 2005 - Steve Nash
- 2006 - Cindy Klassen
- 2007 - Sidney Crosby (1)
- 2008 - Chantal Petitclerc
- 2009 - Sidney Crosby (2)
- 2010 - Joey Votto (1)[5]
- 2011 - Patrick Chan
- 2012 - Christine Sinclair
- 2013 - Jon Cornish
- 2014 - Kaillie Humphries
- 2015 - Carey Price[6]
- 2016 - Penny Oleksiak[7]
- 2017 - Joey Votto (2)[5]
- 2018 - Mikaël Kingsbury[8]
- 2019 - Bianca Andreescu
- 2020 - Laurent Duvernay-Tardif et Alphonso Davies[9]
- 2021 - Damian Warner[10]
- 2022 - Marie-Philip Poulin[11]
- 2023 - Shai Gilgeous-Alexander[12]
- 2024 - Summer McIntosh[13]